# Gmina Ujście
Die Gmina Ujście (deutsch Usch) ist eine Stadt-und-Land-Gemeinde im Powiat Pilski der Woiwodschaft Großpolen in Polen. Sie hat fast 8000 Einwohner und ihr Sitz ist die gleichnamige Stadt mit etwa 3700 Einwohnern.

## Geographie
Die Gemeinde grenzt im Norden an die Kreisstadt Piła (Schneidemühl). Weitere Nachbargemeinden sind: Chodzież (Kolmar in Posen), Czarnków (Czarnikau), Kaczory (Erpel) und Trzcianka (Schönlanke). Zu den Gewässern gehören Netze (Noteć) und Gwda (Küddow). Das Gemeindegebiet von nahezu 126 km² wird zu 29 % forst- und zu 62 % landwirtschaftlich genutzt.

## Geschichte
Die Gemeinde gehörte von 1975 bis 1998 zur Woiwodschaft Piła.
Das Gemeindegebiet gehörte seit 1920 mit Ausnahme von Usch Hauland und Deutsch Usch, die beim Deutschen Reich verblieben, zu Polen.

### Partnerschaften
Die Gemeinde ging 1996 eine Städtepartnerschaft mit dem mecklenburgischen Kurort Krakow am See ein.

## Gliederung
Zur Stadt-und-Land-Gemeinde Ujście gehören neben der Stadt selbst acht Dörfer mit Schulzenämtern (sołectwa; gekennzeichnet mit „*“) sowie kleinere Ortschaften und Siedlungen:
| Name             | deutscher Name (1815–1920)  | deutscher Name (1939–45)        |
| ---------------- | --------------------------- | ------------------------------- |
| Bronisławki      | Oberhof                     | Oberhof                         |
| Byszki*          | Byschke                     | Bischke                         |
| Chrustowo*       | Chrostowo 1901–20 Hohendorf | Hangwiese                       |
| Hajzdry          |                             |                                 |
| Jabłonowo*       | Jablonowo                   | 1939–43 Waldau 1943–45 Gabelnau |
| Kruszewo*        | Kruszewo                    | Kruschendorf                    |
| Ługi Ujskie*     | Usch Hauland                |                                 |
| Mirosław*        | Miroslaw                    | Buschhagen                      |
| Nowa Wieś Ujska* | Usch Neudorf                | Uschneudorf                     |
| Nowie            | Nowen                       | Nauen                           |
| Śluza Nowe       |                             |                                 |
| Ujście Notecki   |                             |                                 |
| Ujście-Łęg       | Deutsch Usch**              |                                 |
| Węglewo*         | Kahlstädt                   | Kahlstädt                       |
| Wilanowiec       | Wilhelmshöhe                | Wilhelmshöhe                    |
| Żłobki           |                             |                                 |

Zu **: Ujście-Łęg (Deutsch Usch) gehörte heute zur Stadt Ujście.